# Новопсковський район
Новопско́вський райо́н — колишня територіально-адміністративна одиниця України на півночі Луганської області. Районний центр — Новопсков. Населення становить 35 091 особу (на 1 серпня 2013). Площа району 1623 км². Утворено 1931 року.

## Географія
Новопсковський район на півночі межує з Бєлгородською та Воронезькою областей Північної Слобожанщини.

### Флора
На території району трапляються рослини, занесені до Червоної книги України:
- астрагал крейдолюбний, Трембачеве, Новобіла;
- дрік донський (Genista tanaitica), Осинове;
- плодоріжка болотна, Писарівка;
- келерія Талієва (Koeleria talievii), ендемік середньої течії Сіверського Дінця;
- ковила волосиста, вузьколиста, дніпровська, Залеського, Лессінга, найкрасивіша, пухнастолиста і українська — численні популяції в степу;
- костриця крейдова (Festuca cretacea), Осинове, Новобіла;
- льонок крейдовий (Linaria cretacea), Новобіла, Трембачеве, Новорозсош, Осинове, Риб'янцеве, Закотне;
- калофака волзька, Кам'янка(?);
- пирій ковилолистий;
- півонія тонколиста;
- полин суцільнобілий, Осинове, Закотне, Новорозсош, Ікове;
- ранник крейдовий, Осинове, Закотне,;
- рябчик малий, зустрічається на заплавних луках Айдару;
- смілка крейдова (Silene cretacea), Біловодськ, Новопсков, Закотне, Новорозсош, Осинове, Риб'янцеве;
- солодушка українська (Hedysarum ucrainicum);
- сон чорніючий;
- сонцецвіт крейдяний (Helianthemum cretaceum);
- тюльпан дібровний і змієлистий, байрачні ліси;
- шафран сітчастий, звичайна рослина дібров.

## Історія
У XIII ст. степи на кілька століть полонили татари. Назва головної річки краю, Айдару. Вперше вона згадується в документах від 1503 року.
У середині XVII ст. в зв'язку з посиленням національно-визвольної боротьби українців проти польсько-шляхетського гніту посилюється і колонізація степів, куди переселялись селяни і козаки. Свої поселення вони називали слободами, так виникає Слобідська Україна. Тоді ж були засновані Білолуцьк, Осинове, Закам'янка (Новопсков), Закотне.
Після повстання К. Булавіна, в якому жителі краю взяли активну участь, землі понад річкою Айдар були передані Острогозькому Слобідському полку; Білолуцьк, Осинове, Закотне, Старобільськ стали його сотенними містечками. В 1765 році за указом цариці Катерини II, яку козаки називали «вража мати», слобідське козацтво було ліквідоване, починається поступове закріпачення колишніх козаків.
Переважна більшість населення була державними селянами, але в 20-х роках XIX ст. значна частина колишніх козаків перетворена на військових поселенців.
Реформи 1860-х років не покращили життя селян, багато з яких втратили землю і змушені були йти на заробітки на Дон, на шахти, рудники і заводи Донбасу. У цей же час Старобільське земство створює в селах Новопсковщини школи. У Білолуцьку та Новопскові відкриваються лікарні, бібліотеки, в Новопскові — ремісниче училище.
На початок XX століття Новопсковщина — розвинутий землеробський край, з поширеними домашніми промислами та ремеслами. Під час першої російської революції 1905—1907 рр. селяни Новопсковщини вели стихійну боротьбу проти поміщиків. Уродженці Новопсковщини брали участь у революційних подіях на флоті: Йосип Хомич Журавльов — у повстанні на броненосці «Потьомкін», Андрій Пилипович Ковальов — у Севастополі під проводом П. П. Шмідта.
У 20-ті роки господарство швидко оновлювалося, поширювалися різні форми кооперації, з'являлися перші колективні господарства. В 1929 році почалася колективізація. У середині 30-х років сільське господарство поступово налагоджується, істотне значення починають відігравати МТС, яких на території району було 5. В 1931 році Новопсков стає районним центром.

## Адміністративний устрій
Адміністративно-територіально район поділяється на 2 селищні ради та 15 сільських рад, які об'єднують 39 населених пунктів і підпорядковані Новопсковській районній раді. Адміністративний центр — смт Новопсков.

## Населення
Чисельність населення Новопсковського району станом на 01.01.2005 р. становить 37310 чол., в тому числі: сільського — 23148 чол., міського — 14162 чол.
Етнічний склад населення району на 2001 рік був представлений наступним чином:
- українці — 92,2%;
- росіяни — 6,9%;
- білоруси — 0,3%
- інші національності — 0,6%[3]

Етномовний склад сільських та міських рад району (рідна мова населення) за переписом 2001 року, %
|                           | українська | російська | білоруська |
| Новопсковський район      | 92,2       | 7,5       | 0,1        |
| ------------------------- | ---------- | --------- | ---------- |
| смт Новопсков             | 84,4       | 15,4      | 0,0        |
| смт Білолуцьк             | 94,6       | 4,8       | 0,2        |
| Ганнусівська сільрада     | 91,4       | 8,6       |            |
| Дрнцівська сільрада       | 94,7       | 5,3       |            |
| Заайдарівська сільрада    | 92,9       | 6,9       |            |
| Закотненська сільрада     | 96,8       | 3,0       | 0,1        |
| Кам'янська сільрада       | 94,5       | 5,4       |            |
| Козловська сільрада       | 95,0       | 4,3       | 0,2        |
| Можняківська сільрада     | 93,8       | 6,0       | 0,2        |
| Новобілянська сільрада    | 96,8       | 3,2       |            |
| Новорозсошанстка сільрада | 95,9       | 3,9       | 0,1        |
| Осинівська сільрада       | 94,2       | 5,8       |            |
| Павленківська сільрада    | 95,4       | 4,5       | 0,1        |
| Пісківська сільрада       | 94,9       | 4,8       | 0,1        |
| Риб'янцівська сільрада    | 95,6       | 4,3       | 0,1        |
| Роговська сільрада        | 95,3       | 4,4       | 0,1        |
| Танюшівська сільрада      | 95,9       | 2,4       |            |

## Пам'ятки

### Пам'ятки природи
Білолуцький заказник — лісовий заказник

Осинівські пісковики — геологічна пам'ятка природи

Новопсковський — лісовий заказник

Огидне — заповідне урочище

Луг — заповідне урочище

Новобіла — ботанічна пам'ятка природи

Айдарський — іхтіологічний заказник

Осинівська — ботанічна пам'ятка природи

Зуєв ліс — заповідне урочище

Московське — заповідне урочище

Крейдяні скелі — ботанічний заказник

Кам'янський — ландшафтний заказник

Донцівський — ландшафтний заказник

Новорозсошанський — ботанічний заказник

## Політика
25 травня 2014 року відбулися Вибори Президента України. У межах Новопсковського району було створено 28 виборчих дільниць. Явка на виборах складала — 21,25 % (проголосували 5 410 із 25 455 виборців). Найбільшу кількість голосів отримав Петро Порошенко — 30,65 % (1 658 виборців); Сергій Тігіпко — 15,27 % (826 виборців), Петро Симоненко — 8,19 % (443 виборців), Юлія Тимошенко — 7,74 % (419 виборців), Михайло Добкін — 6,75 % (365 виборців). Решта кандидатів набрали меншу кількість голосів. Кількість недійсних або зіпсованих бюлетенів — 5,55 %.